# Caparreta
Caparreta este o arie protejată (arie de protecție specială avifaunistică — SPA) din Spania întinsă pe o suprafață de 36,34 ha, integral pe uscat.

## Localizare
Centrul sitului Caparreta este situat la coordonatele 42°30′44″N 1°25′02″W / 42.5122°N 1.4173°V.

## Înființare
Situl Caparreta a fost declarat arie de protecție specială avifaunistică în septembrie 1996 pentru a proteja 15 specii de animale.

## Biodiversitate
Situată în ecoregiunea mediteraneană, aria protejată conține 4 habitate naturale: Pante stâncoase calcaroase cu vegetație casmofită, Formațiuni stabile xerotermofile de Buxus sempervirens pe pante stâncoase (Berberidion p.p.), Matorral arborescenți cu Juniperus spp., Păduri de Quercus ilex și Quercus rotundifolia.
La baza desemnării sitului se află mai multe specii protejate de  păsări (15): acvilă de munte (Aquila chrysaetos), Aquila fasciata, buha (Bubo bubo), caprimulg (Caprimulgus europaeus), șerpar (Circaetus gallicus), presură de grădină (Emberiza hortulana), șoim călător (Falco peregrinus), Galerida theklae, vulturul pleșuv sur (Gyps fulvus), acvilă pitică (Hieraaetus pennatus), ciocârlie de pădure (Lullula arborea), gaia roșie (Milvus milvus), vultur egiptean (Neophron percnopterus), Pyrrhocorax pyrrhocorax, silvie de tufiș (Sylvia undata).